# 1968年夏季奥林匹克运动会巴巴多斯代表团
1968年夏季奥林匹克运动会巴巴多斯代表团是巴巴多斯派出的1968年夏季奥林匹克运动会代表团。